# Zan Coulibaly
Zan Coulibaly è un comune rurale del Mali facente parte del circondario di Dioïla, nella regione di Koulikoro.
Il comune è composto da 9 nuclei abitati:
- Dogoni
- Korokoro
- Marka Coungo (centro principale)
- N'Golobala
- Niamina
- Sadiola
- Sokouna
- Wolodo
- Zantiguila